# Norrköpings Symfoniorkester
Norrköpings Symfoniorkester er et af Sveriges professionelle symfoniorkestre. Det blev grundlagt i 1912 og har hjemme i koncerthuset De Geerhallen, som ligger midt i Norrköping.
Blandt chefdirigenterne kan nævnes Heinz Freudenthal 1936-52, Herbert Blomstedt 1954-62, Everett Lee 1962-72, Franz Welser-Möst 1986-91, Junichi Hirokami 1991-96, Ole Kristian Ruud 1996-99 og fra 1999 Lü Jia.